# مايك براون (لاعب كرة قاعدة)
مايك براون (بالإنجليزية: Mike Brown) هو لاعب كرة قاعدة أمريكي، ولد في 4 مارس 1959 في نيوجيرسي في الولايات المتحدة.

## وصلات خارجية
- مايك براون على موقعبيزبول رفرنس.كوم (الدوري الرئيسي) (الإنجليزية)
- مايك براون على موقعبيزبول رفرنس.كوم (الدوري الثانوي) (الإنجليزية)
- مايك براون على موقع مشجعي الرسوم البيانية (الإنجليزية)